# Hidalgo Norte
Hidalgo Norte är en ort i Mexiko.   Den ligger i kommunen Santa María Petapa och delstaten Oaxaca, i den sydöstra delen av landet, 500 km sydost om huvudstaden Mexico City. Hidalgo Norte ligger 216 meter över havet och antalet invånare är 665.
Terrängen runt Hidalgo Norte är kuperad åt nordväst, men åt sydost är den platt. Terrängen runt Hidalgo Norte sluttar österut. Runt Hidalgo Norte är det ganska glesbefolkat, med 45 invånare per kvadratkilometer. Närmaste större samhälle är Colonia Rincón Viejo, 0,94 km nordost om Hidalgo Norte. Omgivningarna runt Hidalgo Norte är en mosaik av jordbruksmark och naturlig växtlighet.